# KiLynn King
KyLinn King (ur. 4 maja 1991 na Florydzie) – amerykańska wrestlerka. W 2023 roku podpisała kontrakt zawodniczy z federacją Impact Wrestling, gdzie w tym samym roku wspólnie z Taylor Wilde, jako drużyna o nazwie The Coven, zdobyły tytuły Impact Knockouts World Tag Team Championship. King rozpoczęła karierę zawodniczą w 2018 roku. Od tego czasu walczyła w All Elite Wrestling (AEW), National Wrestling Alliance (NWA) i wielu federacjach sceny niezależnej. 

## Mistrzostwa i osiągnięcia
- Capital Championship Wrestling
  - CCW Championship (1x)[5]
  - CCW Network Championship (1x)[5]
  - CCW Championship Tournament (2021)[6]
- Coastal Championship Wrestling
  - CCW Women’s Championship (1x)[5]
- Gangrel’s Wrestling Asylum
  - GWA Women’s Championship (1x)[5]
- Impact Wrestling
  - Impact Knockouts World Tag Team Championship (1x) – z Taylor Wilde
- Pro Wrestling 2.0
  - PW2.0 Women's Championship (1x)[5]
- Pro Wrestling Illustrated
  - PWI umieściło ją na 80. miejscu rankingu wrestlerek PWI Top 150 w 2022[7]